# Sindrome ischemica oculare
La sindrome ischemica oculare è l'insieme dei sintomi dovuti a una grave ipoperfusione arteriosa cronica dell'occhio . Amaurosis fugax è una forma di perdita della vista acuta causata dalla riduzione del flusso sanguigno all'occhio. Può essere un segnale di ictus imminente, poiché sia l'ictus che l'occlusione dell'arteria retinica possono essere causati da tromboembolismo dovuto ad aterosclerosi in altre parti del corpo (come la malattia coronarica e in particolare l'aterosclerosi carotidea). Di conseguenza, si consiglia a coloro che accusano un offuscamento della vista transitorio di consultare urgentemente un medico, per un'accurata valutazione delle condizioni dell'arteria carotidea . Un'occlusione dell'arteria retinica porta alla rapida morte delle cellule retiniche, causando una grave perdita della vista.

## Sintomi e segni
Colpisce prevalentemente pazienti con età compresa tra i 50 e gli 80 anni (in particolare gli over 65), e maggiormente gli uomini (il doppio rispetto alle donne). Più del 90% dei pazienti affetti presenta perdite visive. I pazienti riferiscono un dolore sordo e irradiato a partire dall'occhio e dal sopracciglio. Spesso chi viene colpito ha patologie pregresse quali ipertensione arteriosa, diabete mellito o coronaropatia, o ha subito ictus o emodialisi.
La sindrome ischemica oculare si manifesta con perdite visive dovute ad un insufficiente apporto di sangue alle strutture dell'occhio (ipoperfusione), e i pazienti accusano un dolore oculare che non è possibile trattare. Ad un esame del fondo oculare (oftalmoscopia), si possono osservare macchie dovute a emorragie retiniche e vene retiniche in rilievo. La pressione oculare è ridotta.
Gli strati della cornea possono presentare edemi o striature. Si può inoltre osservare una lieve uveite anteriore. Le emorragie dello strato di fibre nervose retiniche possono causare la presenza di puntini sulla macula o in altre parti.

### Complicazioni
Una stenosi carotidea può portare ad un'occlusione dell'arteria oftalmica, e la conseguente ischemia oculare può causare neovascolarizzazione retinica (formazione di nuovi vasi sanguigni, fragili e in posizioni atipiche), rubeosis iridea (neovascolarizzazione dell'iride), miodesopsie (le cosiddette mosche volanti), necrosi iridea e cataratta. La neovascolarizzazione di vari tessuti dell'occhio a seguito dell'ischemia può risultare in un glaucoma neovascolare, innalzando la pressione intraoculare. Questo può poi sfociare in una neuropatia ottica ischemica.

## Cause
Una stenosi carotidea laterale o bilaterale od occlusione sono le cause più comuni di sindrome ischemica oculare. É associata all'occlusione dell'arteria carotide comune o interna e, più raramente, di quella esterna. Altre cause includono:
- Arterite di Takayasu[7]
- Arterite a cellule giganti[8]
- Grave occlusione dell'arteria oftalmica, dovuta a tromboembolismo.
- Interruzione chirurgica dei vasi sanguigni ciliari anteriori che irrorano l'occhio, in particolare durante un intervento chirurgico di strabismo su 3 o più muscoli retti dell'occhio, portando a una sindrome ischemica del segmento anteriore.

## Diagnosi

### Diagnosi differenziali
- Occlusione della vena retinica centrale
- Retinopatia diabetica : essa può causare emorragie retiniche.[9] Data la sua natura bilaterale, tuttavia, si dovrebbe sospettare una sindrome ischemica oculare quando l'ischemia retinica è unilaterale.[10]

## Trattamento
Una diagnosi precoce e un trattamento tempestivo sono fondamentali per salvare l'occhio e la vita del paziente. In caso di perdite visive indolori in pazienti con aterosclerosi, trombosi venosa profonda, fibrillazione atriale, embolia polmonare o altri episodi embolici, va fortemente considerata l'ipotesi di una sindrome ischemica oculare. Nei casi in cui la patologia sia causata da embolia o occlusione dell'arteria carotide, l'embolo potrebbe migrare in un'arteria terminale del cervello, causando un ulteriore ictus. Per questo motivo, è fondamentale agire in modo da prevenire tale eventualità.
Un'occlusione dell'arteria retinica è un'emergenza oftalmica che necessita di trattamento immediato. In modelli animali, una retina in situazione di completa anossia subisce danni permanenti in circa 90 minuti. Metodi per aumentare l'afflusso di sangue e dislocare l'embolo includono massaggio digitale, 500 mg acetazolamide EV (per via endovenosa) e 100 mg metilprednisolone EV (per eventuale arterite). Si può anche ricorrere ad una paracentesi dell'umor acqueo per ridurre la pressione intraoculare (IOP). Un test di velocità di eritrosedimentazione (VES) può risultare opportuno per rilevare una possibile arterite temporale. L'efficacia di tali rimedi può essere valutata tramite test del campo visivo ed esami oftalmoscopici.
In stadio avanzato, la fotocoagulazione panretinica con laser sembra efficace nel ridurre la neovascolarizzazione e le sue complicazioni.
La prognosi visiva per la sindrome ischemica oculare varia a seconda della velocità e dell'efficacia dell'intervento, ma generalmente la vista rimane scarsa o discreta. Una diagnosi tempestiva è fondamentale non solo per prevenire danni alla vista, ma anche per salvare la vita del paziente, in quanto tale patologia può suggerire la presenza di gravi malattie cardiache cerebrovascolari e ischemiche.
Nel 2009, la Undersea and Hyperbaric Medical Society (analoga statunitense della Società italiana di medicina subacquea ed iperbarica) ha aggiunto l'occlusione della vena centrale della retina alla lista delle patologie per cui è indicata una ossigenoterapia iperbarica. L'ausilio di questa terapia contribuisce a ridurre gli edemi e regola le citochine infiammatorie, con possibili benefici per la vista. Per prevenire perdite visive è opportuno che il trattamento cominci prima che compaiano danni permanenti (non oltre le 24 ore), l'occlusione inoltre non deve interessare l'arteria oftalmica, e il trattamento deve continuare finché anche gli strati interni della retina non sono di nuovo ossigenati dall'arteria retinica.